# Калу Ринпоче
Калу Ринпоче (1905, Кам — 10 мая 1989, Кам) — тибетский буддийский лама традиции кагью, мастер медитации. Один из первых тибетских учителей буддизма на Западе.

## Биография

#### Ранние годы
Калу Ринпоче родился в Восточном Тибете, в регионе Кам. Его отец, йогин и врач, был прямым учеником трёх наставников, основателей внесектарного движения риме. В числе этих трёх мудрецов был Джамгон Конгтрул — главный создатель и вдохновитель этого движения. Кьябдже Калу Ринпоче стал одним из основных духовных преемников Джамгона Конгтрула.
В возрасте тринадцати лет Калу Ринпоче принял монашеские обеты в монастыре Пелпунг, одном из основных монастырей кагью на западе Тибета. Настоятелем монастыря был Тай Ситупа. Очень быстро Калу Ринпоче выполнил свою программу обучения и защитил степень доктора (кхенпо). В шестнадцать лет Ринпоче попал в затворнический центр Кунзанг Дечел Осал Линг, основанный Джамгоном Конгтрулом Лодре Тайе. Здесь он прошёл традиционное трёхлетнее затворничество под руководством ламы Норбу Тондрупа. Впоследствии от него он получил полную передачу традиций карма-кагью и шангпа-кагью. После затворничества Калу Ринпоче непрерывно учился и практиковал под руководством многих лам разных тибетских линий и традиций.
В двадцать пять лет он решил всецело посвятить себя практике и на двенадцать лет стал странствующим монахом, практикуя одиночное отшельничество в Гималаях. В тридцать семь лет благодаря упорным усилиям в этом направлении Калу Ринпоче стал широко известен как «Мастер медитации трехлетних ретритов (друбпон) из монастыря Пелпунг».
В возрасте сорока лет Калу Ринпоче совершил множество поездок по Центральному Тибету, в ходе которых передавал Пять золотых учений многим известным ламам, возрождал монастыри традиций джонанг и шангпа и распространял Учение. Позднее он продолжил эту деятельность в Каме и Западном Тибете.

#### Тибет
В 1955 году политические проблемы, вызванные вторжением китайцев в Кам, вынудили Калу Ринпоче вернуться в Центральный Тибет. В 1957 году он уехал в Бутан, получив приглашение служить настоятелем нескольких монастырей и духовником королевской семьи. Как патриарх традиции шангпа, Калу Ринпоче стал одним из самых почитаемых духовных наставников во всей тибетской традиции. В последние годы жизни он был приглашен Кармапой XVI для обучения выдающихся тулку, держателей его линии. По совету Далай-ламы он также обучал геше в монастырском и тантрическом колледжах.

#### Индия
В 1966 году Калу Ринпоче поселился в Сонаде (Индия), где основал монастырь и центры отшельничества, которые стали его основной резиденцией и центром традиции шангпа-кагью. В 1968 году он познакомился с первым своим будущим учеником с Запада.

#### Европа и Америка
С благословения Кармапы и Далай-ламы Калу Ринпоче отправился на Запад. В 1971 году он принял приглашение от западных учеников и совершил свою первую поездку по Европе и Северной Америке. Скоро был создан первый центр Дхармы в Канаде и сформирована медитационная группа в Париже.
Во время второй поездки в 1974 году удалось создать многочисленные центры в Европе и Америке, ответственность за которые Калу Ринпоче поручил первой группе своих учеников-лам. В течение третьей поездки в 1976—1977 годах он основал во Франции первый на Западе центр трехлетнего отшельничества. Вместе с Калу Ринпоче приехали пятнадцать лам для преподавания Дхармы. Во время поездок 1980 и 1982—1983 гг. и в последующие годы Калу Ринпоче открыл множество центров Дхармы и центров отшельничества в Юго-Восточной Азии и на других континентах. Между 1971 и 1989 годами он совершил около десяти длительных поездок, многие из которых были кругосветными, основал около сотни центров Дхармы и около двадцати центров трёхлетнего отшельничества, которые вверил заботе более тридцати лам — своих учеников.

## В русской культуре
Из мемуаров Марины Влади известно об аудиенции, которую Калу Ринпоче дал во Франции ей, Владимиру Высоцкому и Михаилу Шемякину. Буддийская притча, рассказанная Калу Ринпоче, позволила Высоцкому и Шемякину длительный период воздерживаться от пьянства.

## Второй Калу Ринпоче
В 15:00 в среду, 10 мая 1989 года, Калу Ринпоче скончался в своем монастыре в Сонаде в округе Дарджилинг в индийском штате Западная Бенгалия. 17 сентября 1990 года предполагаемый Тулку Ринпоче родился в там же Дарджилинге, в семье ламы Гьялцена и его жены Дролкар. Лама Гьялцен с юности служил секретарем у Калу Ринпоче.
Ушедший Калу Ринпоче, якобы, выбрал этот сосуд для своей реинкарнации. 25 марта 1992 года Тай Ситу Пема Тёньо Ньиндже официально признали янси Калу Ринпоче (молодое перевоплощение), объяснив, что они получили определенные знаки от самого Калу Ринпоче. Тай Ситу Ринпоче вместе с Ламой Гьялценом отправил письмо с признанием 14-му Далай-ламе, который немедленно подтвердил признание.
28 февраля 1993 года Янси Калу Ринпоче был возведён на трон в Самдруп Тарджайлинг. Тай Ситупа и Гьялцаб Ринпоче председательствовали на церемонии, которым помогал сердечный сын Калу Ринпоче, Бокар Тулку Ринпоче. Тай Ситупа провёл церемонию стрижки волос и даровал молодому тулку имя Карма Нгедон Тенпай Гьялцен (Знамя Победы Учения Истинного Смысла). Сейчас он известен как Второй Калу Ринпоче. (В американской организации Кагью, Карма Трияна Дхармачакра, Янси Калу Ринпоче (с 1990 г. по настоящее время) признается третьим Калу Ринпоче, а Калу Ринпоче признаётся как второй Калу Ринпоче).
Осенью 2011 года Калу Янси выступил с лекцией в Университете Британской Колумбии в Ванкувере В конце выступления студент из аудитории спросил, что он думает о сексуальном насилии и сексуализации детей на Западе. Калу рассказал, что сам подвергался насилию, сделал паузу, и затем раскрылся, впервые рассказав, что он подвергся сексуальному насилию в возрасте 12 лет со стороны старших монахов из монастыря, в котором он жил. Вскоре после этого он выложил видео в YouTube, чтобы эта история не стала бездоказательной сплетней.
После прохождения традиционного трёхлетнего затвора Янси Калу Ринпоче снял монашеские обеты и в настоящее время живёт жизнью мирянина.

### Список произведений
- Самоцветные украшения разнообразных устных наставлений.
- Основание буддийской медитации.
- Сердце буддизма.
- (в сборнике) Библия буддизма. Собрание сочинений буддийских мастеров древности и современности.
- Мы все обладаем природой Будды — М.: Ориенталия, 2010. — 107 с.
- Восходящее солнце мудрости — М.: Ориенталия, 2010. — 167 с.
- Дхарма Алмазной Колесницы — М.: Ориенталия, 2012. — 216 с.
- Радужные небеса — М.: Ориенталия, 2010. — 144 с.